# Pathfinders

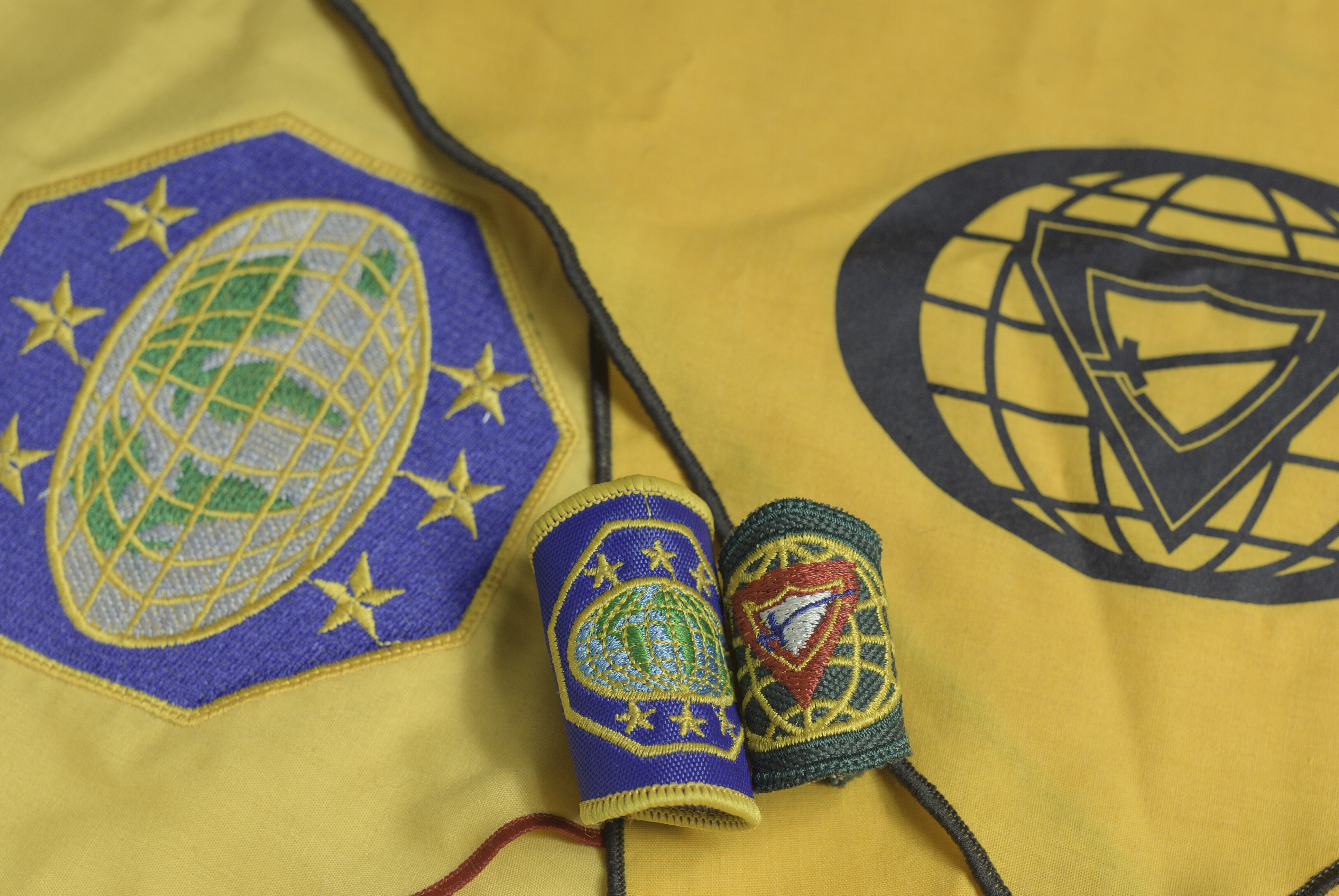
Halstücher und Halstuchringe

Die Pathfinders sind die weltweit agierende Pfadfinderorganisation der Freikirche der Siebenten-Tags-Adventisten. In der Schweiz und in Österreich tritt sie unter dem Namen Adventwacht (ADWA) auf, in Deutschland unter dem Namen Christliche Pfadfinderinnen und Pfadfinder der Adventjugend (CPA).

## Name
Die CPA hieß in Deutschland bis 1989 „Jungfreunde“. CPA steht für „Christliche Pfadfinderinnen und Pfadfinder der Adventjugend“ und deutet darauf hin, dass sie Teil der Adventjugend, also der Jugendorganisation der Freikirche der Siebenten-Tags-Adventisten ist. ADWA, wie sich der österreichische und der schweizerische Zweig der Pathfinders nennt, ist die Abkürzung für Adventwacht, wobei „Advent“ für die Wiederkunft Christi steht, auf die Adventisten warten, und „Wacht“ für die Gruppe, welche die Adventisten als solche bilden, um gemeinsam zu warten.

## Geschichte

### Geschichte der Pathfinders
Die Wurzeln der CPA reichen bis ins Jahr 1919, als Arthur Spaulding die Mission Scouts (Missionspfadfinder) für seine Kinder und ihre Freunde organisierte. In den 1920er Jahren entwickelten Harriet Holt und C. Lester Bond die Junior Missionary Volunteers (Junge Missionarische Freiwillige, JMV), die Missionary Volunteers Leistungsabzeichen und die Master Guide Leadership. Der Name Pathfinder wurde wahrscheinlich beim ersten JMV-Lager 1927 in Julian an der Westküste der USA das erste Mal benutzt, als Arthur Spaulding am Lagerfeuer die Geschichte von John Fremont, dem Pathfinder erzählte.
Als die Südkalifornische Vereinigung 1930 bei Idyllwild einen Lagerplatz baute, nannte sie ihn JMV Pathfinder Camp.
In den 1930er Jahren gründeten John McKim, ein adventistischer Pfadfinderleiter, und Dr. Thereon Johnson in Santa Ana eine Gruppe für Jungen, die sie Pathfinders Club nannten. Diese Gruppe existierte aber nicht lange, da die örtliche Gemeindeleitung nicht dahinter stand. Lawrence Skinner experimentierte mit JMV-Gruppen in Hawaii, Südkalifornien und im Nordpazifischen Verband.
1946 wurde John Hancock zum Jugendsekretär der Südkalifornischen Vereinigung gewählt. Sogleich gründete er die erste von einer Vereinigung geförderte Pfadfindergruppe (Pathfinder Club) in Riverside. Er schuf das Pfadfinderabzeichen und steckte die JMV in eine Kluft. 1947 fragte Elder Skinner den Jugendsekretär des Pazifischen Verbandes J. R. Nelson, ob man die Pfadfindergruppen nicht mit Hilfe der Vereinigungsjugendsekretäre weiterentwickeln könne, was danach auch geschah.
Bis 1950 wuchs die Organisation stark an. Es gab Lageraktivitäten mit Donald Parmer, Bücher wurden von Lawrence Paulson geschrieben. Henry Berg kreierte den ersten Wimpel und das Pfadfinderlied. Es zeigte sich, dass das Pfadfinderprogramm so weit war, von der Generalkonferenz übernommen werden zu können. Das geschah 1950. L. A. Skinner, John Hancock und Lee Carter schrieben das erste Pfadfinderleiter-Handbuch und ein kleines Buch namens Wie gründe ich eine Pfadfindergruppe.

### Geschichte der CPA in Deutschland

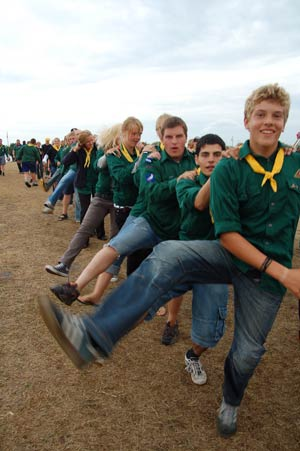
Dänische Adventistspejder

1948 wurde in Solingen, wo auch die erste Adventgemeinde im 19. Jahrhundert entstand, die erste Pfadfindergruppe gegründet. Karl-Heinz Machenbach (1923–2020) leitete die ersten Pfadfinderaktivitäten. 1951 entsteht daraus die „Advent-Pfadfinder“-Gruppe mit khakifarbenem Hemd, und gelbgestreiftem blauem Halstuch (später braun-grünes Halstuch). Doch die Zeit war noch nicht reif für diese Arbeit innerhalb der Adventgemeinde. Die Erinnerungen an den Nationalsozialismus waren noch zu wach, um Anklänge daran verarbeiten zu können, so dass die Solinger Gruppe 1970 den Verband der Adventjugend verlässt und sich als Freie Pfadfinder Solingen, Stamm Grafen von Berg erst dem Schweizer Pfadfinderbund, 1972 dem Verband Christlicher Pfadfinderinnen und Pfadfinder (VCP) Nordrhein anschließt.
Parallel zu den Solinger Gruppe entwickelt sich in der Adventgemeinde die Jungfreundearbeit. 1957 wird die erste Jungfreundefreizeit in Freudenstadt durchgeführt. Zwischen 1959 und 1960 entstehen in München unter Manfred Peters und in Augsburg unter Gerhard Mögerlein die ersten Jungfreundegruppen. Zu dieser Zeit nimmt Eberhard Fischdick, der Abteilungsleiter Jugend der damaligen Mitteleuropäischen Division (1972 aufgegangen in der Euro-Afrika Division) Kontakt zu adventistischen Militärkaplanen der US-Streitkräfte in Deutschland auf und wird erster deutscher Master-Guide.
1962 wird eine Pfadfinderordnung und ein Mitgliedsbuch eingeführt, allerdings unter der Bezeichnung „Jungfreunde“.
Die bis dahin von einzelnen geleistete Arbeit wird 1963 organisatorisch unter dem Dach der Adventjugend zusammengefasst. Die Jungfreunde erhalten das blaue Hemd mit gelbem Halstuch, welches noch heute benutzt wird. In Mühlenrahmede wird 1964 der erste Lehrgang für Jungfreunde-Leiter des Westdeutschen Verbandes (1992 aufgegangen im Norddeutschen Verband, kurz: NDV) durchgeführt.
1977 nehmen die beiden deutschen Verbände am ersten internationalen Camporee der Euro-Afrika-Division in Malcesine/Italien teil.
Bis dahin verstehen sich die Jungfreunde eher als Kinderabteilung der Adventgemeinde, vergleichbar der Jungschar-Arbeit des Christlicher Verein Junger Menschen (CVJM) und evangelischer Kirchengemeinden, erkennbar unter anderem daran, dass der Leitspruch der Jungfreunde Mit Jesus Christus fröhlich und mutig voran fast identisch mit dem der Jungschar ist (Mit Jesus Christus mutig voran).
1983 greift Toni Oblaski in Darmstadt-Zentrum die Idee der Pfadfinderei in der Adventjugend neu auf. Im 16. Stock eines Hochhauses in Darmstadt-Kranichstein entwickelt er gemeinsam mit seiner Frau Ulla Oblaski und in Zusammenarbeit mit Manfred Meier aus München-Waldperlach ein neues Konzept für die Jungfreunde, welches den pfadfinderischen Gedanken in den Vordergrund stellt und auch offen für Kinder aus nicht-adventistischem bzw. nicht-religiösem Umfeld ist. Als äußeres Zeichen für den neuen Arbeitsansatz nimmt die Jungfreundegruppe Darmstadt-Zentrum und die Jungfreundgruppe München-Waldperlach 1986 den Namen „Christliche Pfadfinderinnen und Pfadfinder der Adventjugend“ (CPA) an. Auf Verbandsebene wurden Arbeitskreise gegründet, die ihre Ideen kritisch untersuchten. 1992 wird schließlich der Begriff „Jungfreunde“ bundesweit offiziell durch „CPA“ ersetzt.

## Organisation
Die Organisation umfasst nach eigenen Angaben weltweit über 2,6 Millionen adventistische Pfadfinderinnen und Pfadfinder in mehr als 90.000 lokalen Gruppen. Die einzelne Gruppe wird als Ortsgruppe oder Stamm, seltener als Trupp bezeichnet. Die Verwaltungsstruktur der Pathfinders ist an die der Adventgemeinden angegliedert, so bilden die Stämme eines Bundeslandes bzw. mehrerer Bundesländer eine Vereinigung, mehrere Vereinigungen eines Staates einen Verband oder eine Union (Ausnahme in Europa: Deutschland ist in einen Süddeutschen und einen Norddeutschen Verband gegliedert) und die Verbände/Unionen bilden insgesamt 13 Divisionen (Deutschland, Österreich und die Schweiz gehören zur Euro-Afrika-Division).

### Christliche Pfadfinderinnen und Pfadfinder der Adventjugend (Deutschland)
Zur deutschen CPA gehören etwa 180 Kleingruppen mit – nach eigenen Angaben – ungefähr 3.500 Mitgliedern. Die CPA ist Mitglied im Forum christlicher Pfadfinder (FCP).
Jede Vereinigung verfügt über eine eigene Satzung, die unter anderem das aktive und passive Wahlrecht sowie die Leitungsstrukturen regelt.
Stämme sind in Kleingruppen organisiert, meist nach Altersstufen getrennt. Dabei gelten folgende Altersgrenzen:
- 3–7 Jahre: Entdecker
- 8–11 Jahre: Jungpfadfinder
- 12–15 Jahre: Pfadfinder
- 16+ Jahre: Scouts

Gradabzeichen
| Bezeichnung  | Farbe           | Mindestalter |
| ------------ | --------------- | ------------ |
| Gefährte     | (blau)          | ab 8 Jahren  |
| Trapper      | (rot)           | ab 10 Jahren |
| Kundschafter | (gelb)          | ab 12 Jahren |
| Ranger       | (rot-blau)      | ab 14 Jahren |
| Guide        | (blau-gelb)     | ab 16 Jahren |
| Master Guide | (blau-gelb-rot) | ab 18 Jahren |

### Adventwacht (Schweiz)
Die Adventwacht in der deutschsprachigen Schweiz umfasst 16 lokale Gruppen.
Im Programm der ADWA Schweiz richtet sich an Kinder und Jugendliche im Alter von 7 bis 16 Jahren, wobei drei Altersstufen unterschieden werden, die in sich weiter unterteilt werden:
- Jungwächter (8 bis 11 Jahre)
- Wächter (12 bis 16 Jahre)
- Leiter (ab 17 Jahre)

Unterstützung findet die erwachsene Leitung von sogenannten Helfern ab einem Alter von 14 Jahren. Als Voraussetzungen gelten jeweils spezielle Schulungen.
Organisatorisch ist die jeweilige ADWA-Abteilung in der Adventjugend der lokalen Gemeinde respektive des Bezirks angesiedelt. Diese wiederum sind Teil „Deutschschweizer Vereinigung“ mit Sitz in Zürich. Die Vereinigung gehört zusammen mit anderen Jugendabteilungen der „Euro-Afrika Division“ mit Sitz in Bern an. Diese bildet zusammen mit anderen Abteilung der „Adventist Youth“ die „Generalkonferenz“ in den USA.

### Adventwacht (Österreich)
1967, das als Gründungsjahr der Pfadfinder in den Adventgemeinden Österreich festgehalten ist, stellt jedoch nicht den eigentlichen Beginn der Arbeit dar, denn schon Ende der 50er Jahre setzen in Wien einige Adventisten, mit den Kindern ihrer Gemeinden das Pfadfinderprogramm um. Aufgrund des Widerstandes gegen alles, was durch Uniformen irgendwie an die schrecklichen Ereignisse des Zweiten Weltkrieges erinnert, wurden diese Initiativen teilweise wieder eingestellt.
Anfang der 60er Jahre gibt es unter dem damaligen Jugendsekretär der österreichischen Union, Josef Stöger, weitere Initiativen.
Der Gründervater Jugendsekretär Walter Schultschik wählte im Jahr 1967 in Kooperation mit dem schweizerischen Programm als Bezeichnung den Namen Adventwacht.
Derzeit gehören dem Verband 450 Pfadfinder und Pfadfinderinnen an, die sich auf 25 lokale Ortsgruppen aufteilen.
In Österreich richtet sich das bibelorientierte Erlebnisprogramm an Kinder und Jugendliche im Alter zwischen 6 und 16 Jahren.
Adventjungwächter (im Englischen „Adventurers“): ca. 7 – 10 Jahre
| Schulstufe                 | Gradabzeichen |
| -------------------------- | ------------- |
| 1. – 4. Klasse Volksschule | 1. – 4. Stern |

Adventwächter (im Englischen „Pathfinders“): ca. 11 – 16 Jahre
| Schulstufe                      | Gradabzeichen |
| ------------------------------- | ------------- |
| 1. Klasse Hauptschule/Gymnasium | Friend        |
| 2. Klasse Hauptschule/Gymnasium | Companion     |
| 3. Klasse Hauptschule/Gymnasium | Explorer      |
| 4. Klasse Hauptschule/Gymnasium | Ranger        |
| 5. Klasse Hauptschule/Gymnasium | Voyager       |
| 6. Klasse Hauptschule/Gymnasium | Guide         |

Leiter: ab 17 Jahre

## Pfadfinderarbeit
Aufgrund des amerikanischen Ursprungs ist die Pfadfinderarbeit noch stark scoutistisch geprägt. In Deutschland wurden aber auch viele bündische Elemente übernommen. Gesetz und Versprechen sind ebenso Teil der CPA-Arbeit wie das Kleingruppenprinzip. Eine Probenordnung existiert in Ausprägung von Grad- und Leistungsabzeichen, die in den verschiedenen Altersstufen durch Prüfung erworben werden können.
Als christliche Pfadfinderorganisation ist auch das Thema persönlicher Glaube nicht ausgeklammert. Jesus Christus und der Glaube an ihn ist Kompassnadel und Navigationsgerät für das tägliche Handeln eines CPA-Pfadfinders. Dennoch steht die CPA auch Kindern aus nicht-adventistischem Elternhaus offen, der Glaube adventistischer Ausprägung ist nicht Bedingung für die Teilnahme an Veranstaltungen der CPA. Er prägt sie allerdings, so z. B. durch das Eröffnen jeder Gruppenstunde mit einer (kurzen) Andacht und der Durchführung von Gottesdiensten auf Lagern.

### Camporees
Internationale Pfadfindertreffen, sog. Camporées (Einzahl Camporée), die den Jamborees des Weltpfadfinderverbandes entsprechen, stellen als regelmäßig wiederkehrende Höhepunkte des Pfadfinderlebens einen wichtigen Baustein dieser Pfadfinderbewegung dar.

### Lager und Sternwanderungen
Jährlich finden über Deutschland verteilt Lager und am Pfingstwochenende Sternwanderungen statt.
Ein Lager mit deutschlandweiter Bedeutung ist das – über das Osterwochenende (Gründonnerstag bis Ostermontag) seit 1992 stattfindende – „Osterlager Friedensau“ (kurz: OLaF) in Sachsen-Anhalt mit mindestens 300 Teilnehmern jährlich. Weitere Pfadfinderlager werden von den überregionalen Zusammenschlüssen, den sogenannten Vereinigungen, ausgerichtet. So bietet die Vereinigung Berlin-Mitteldeutschland über das Himmelfahrtswochenende ein „Himmelfahrtlager“ (kurz: HiLa) an, ebenso die Hansa-Vereinigung, während beispielsweise in Nordrhein-Westfalen am verlängerten Wochenende um das Fronleichnamsfest das „Fronleichnamslager“ (kurz: FroLa) stattfindet. Regionale Aktionstage und Pfadfindergottesdienste ergänzen dieses Angebot.
Die Sternwanderungen (gen. STEWA) finden auf Bundesländerebene zu wechselnden Standorten statt. Dabei finden die Sternwanderungen meist von Pfingstfreitag bis den darauffolgenden Mittwoch sowie die Veranstaltung auf dem Endlagerplatz von Mittwoch bis Sonntag statt. Jedoch ist dies von Kleingruppe zu Kleingruppe verschieden.